# التأثير الاجتماعي ليوتيوب
أحدثت منصة يوتيوب الأمريكية لمشاركة مقاطع الفيديو عبر الإنترنت ووسائل التواصل الاجتماعي تأثيرًا اجتماعيًا في العديد من المجالات، إذ أثرت بعض مقاطع الفيديو الفردية على الموقع مباشرة على أحداث العالم. يوتيوب أكبر موقع لاستضافة مقاطع الفيديو في العالم وثاني أكبر موقع زيارةً على الإنترنت حسب أليكسا إنترنت وسيميلار ويب، ويستخدمه 81% من البالغين في الولايات المتحدة.
باعتباره واحدًا من أشهر محركات البحث في العالم، يمكن ليوتيوب توزيع المحتوى التعليمي بتكلفة منخفضة، بما في ذلك المواد الدراسية من المؤسسات التعليمية ومقاطع «كيف تقوم بـ» التي ينتجها الأفراد. حقق الوصول العالمي إلى مقاطع الفيديو تحفيزًا للابتكار من خلال تمكين الأفراد المتوزعين جغرافيًا من التطور بناءً أعمال بعضهم البعض، والتعاون، واستخدام حشد المصادر للمعرفة.
ساهم يوتيوب في تيسير التواصل بين المؤسسات والأفراد، مثل التواصل بين الجامعات والطلاب المتقدمين، وبين الشركات والموظفين. أيضًا، تزيد بعض مقاطع الفيديو على يوتيوب من الوعي بالقضايا الاجتماعية (مثل التنمر والانتحار وقضايا المثليين والمثليات)، ويسمح بتوسيع دائرة الاتصال الاجتماعي (وهو أمر مهم خاصة لكبار السن أو ذوي القدرات المحدودة)، فضلًا عن التغلب على الصور النمطية للأقليات ووجهات نظرهم. مع ذلك، قد تحتوي بعض مقاطع الفيديو الأخرى على محتوىً محتمل الضرر، مثل تلك التي تجر على إيذاء النفس، أو تلهم التنمر أو الانتحار. علاوة على ذلك، اكتشف أن خوارزمية المقاطع الموصى بها على الموقع توصي بمحتوى ضار للأطفال، وتشجع على ممارسات خطيرة مثل تحدي كبسولات الصابون.
أصبح يوتيوب منصة «صحافة مرئية» هامّة، سواء من خلال المحتوى المنتج تقليديًا من قبل منظمات الأخبار المعترف بها أو من خلال المساهمات الشاهدة على الحدث من قبل الأفراد. أنشأت بعض المنظمات الإخبارية المستقلة أو البديلة قنوات على يوتيوب تصل إلى جمهور أوسع من التليفزيون التقليدي.
دعم يوتيوب الديمقراطية من خلال التعبير الحر عن وجهات النظر السياسية الفردية، مثلًا، عن طريق تمكين مقاطع الفيديو الخاصة بمظاهرات الربيع العربي من تجاوز الحدود الوطنية، ما أدى إلى حجب الموقع أو حظره ضمن بعض الأنظمة السياسية. أثر يوتيوب على السياسة التقليدية، وأصبح أهم حتى من البريد المباشر في الحملات السياسية، إذ يستخدم السياسيون والحكومات الموقع للتفاعل المباشر مع المواطنين وتعزيز سياساتهم. إلا أنه أصبح من الظاهر أن خوارزمية المقاطع الموصى بها على الموقع توصي بمحتوى متطرف، وخاصة الدعاية اليمينية المتطرفة ونظريات المؤامرة، ما أثار اتهامات بأن يوتيوب قد استخدم كأداة للتطرف السياسي. في الوقت نفسه، تعرض الموقع لانتقادات بسبب قلة إجراءاته لمكافحة المحتوى السياسي الكاذب أو المضلل.
استخدمت بيانات بث يوتيوب (مشاهدات الفيديو) لقياس آراء المستهلكين لاتخاذ قرارات التسويق. يستخدم المشاهير والشركات الكبرى، وخاصة شركات الموسيقى الكبرى، يوتيوب أداةً إعلانية تركز على التسويق الشامل المستهدف وإنماء الجمهور من خلال وضع إعلانات شعار والتعاقد مع منتجي الفيديو للتسويق المدمج للمنتجات. بالمقابل، تتشارك الأفراد مع الشركات المعلنة لزيادة جمهورهم الخاص، إذ يتيح «برنامج الشراكة» للمبدعين المستقلين استثمار مقاطع الفيديو وحتى كسب رزقهم مباشرة من نشر المحتوى، وتصل أرباح أصحاب أعلى دخل إلى ما يزيد عن 30 إلى 50 مليون دولار أمريكي سنويًا.

## الآثار على الثقافة
صورة في عام 2010، أكد كريس أندرسون، منسق مؤتمر تيد، أن المشاركين في مقاطع الفيديو قد يكونون على وشك إطلاق «أكبر دورة تعليمية في تاريخ الإنسانية».
صورة تحدث سلمان خان في مؤتمر تيد سنة 2011 عن أكاديمية خان التي بدأت على يوتيوب وأصبحت اليوم ما يسمى «المدرسة الأكبر في العالم».
في عام 2010، أشار منسق مؤتمر تيد كريس أندرسون في حديثه حول الابتكار الجماهيري المتسارع إلى أن أدمغة البشر «مترابطة على نحو فريد» لفك شفرة الفيديو على الإنترنت، وأنه على عكس النص المكتوب، فإن التواصل الشخصي الذي تنقله مقاطع الفيديو عبر الإنترنت «مولّف من خلال ملايين السنين من التطور». مستشهدًا بالعديد من المشاركين على يوتيوب، أكد أندرسون أن «ما فعله غوتنبرغ (مخترع الطباعة) للكتابة، يمكن للفيديو عبر الإنترنت فعله الآن للتواصل الشخصي»، وأنه ليس من المبالغة القول إن الفيديو عبر الإنترنت سيسرع بوتيرة كبيرة من التقدم العلمي، وأن المشاركين في الفيديو قد يكونون على وشك إطلاق «أكبر دورة تعليمية في تاريخ الإنسانية».
طور مؤسس أكاديمية خان، سلمان خان، الذي عمل سابقًا محللًا في شركة صندوق تحوّط، جلسات تعليم فيدويّ لابن عمه في عام 2006، لتتحول إلى ما وصفه مايكل نوير من مجلة فوربس بأنها «أكبر مدرسة في العالم»، وهي منظمة غير ربحية تضم عشرة ملايين طالب وميزانية تشغيل سنوية بلغت 7 ملايين دولار (2012). بحلول نهاية عام 2013، نمت شبكة قنوات أكاديمية خان على يوتيوب لتشمل 26 ألف فيديو بدون رسوم شوهدت بمجموع 372 مليون مرة. استنتج نوير أن التكنولوجيا أصبحت أخيرًا مستعدة لتعديل طريقة تعلم الناس، نظرًا لانتشار البث اللاسلكي على نطاق واسع، وتكلفة منخفضة لإنشاء وتوزيع المحتوى، وانتشار الأجهزة المحمولة بنحو متسارع، وتحول المعايير الاجتماعية لتقبّل فعالية التعلم عبر الإنترنت، وجيل من الأشخاص الملمين بالتكنولوجيا مستعدين لاعتمادها، إذ يشاهد الطلاب المحاضرات ويعملون وفقًا لجدولهم الزمني وبوتيرتهم الخاصة.
تستخدم بعض أنظمة المدارس العامة والمنظمات غير الربحية والمدارس المستقلة مقاطع الفيديو على يوتيوب للمعلمين المتميزين في تدريب وتطوير المعلمين.
شوهد نحو 2500 محاضرة فيديو من تيد، فيما وصفه الصحفي التقني ستيفن ليفي بأنه «ذروة طموحة للمفكرين»، ما يقرب من 250 مليون مرة على قناة «TEDtalksDirector» على يوتيوب.
على مستوىً أدق، يستخدم الأفراد منصة يوتيوب لنشر مقاطع الفيديو التعليمية التي تشارك معرفتهم في مجالات مثل مستحضرات التجميل، وتستخدم شركات مثل فورد موديلز مقاطع الفيديو التعليمية لبناء علاماتها التجارية.
أظهرت دراسات أجراها باحثون في الصحة العامة قلقهم بشأن تأثير المعلومات الصحية المتاحة على يوتيوب، مشيرين إلى الأضرار المحتملة للمرضى في حال تقديم مزاعم غير دقيقة أو مشكوك فيها على أنها حقائق.

#### مستودع معلومات يتيح البحث
بصفتها ما وصفه أحد المحللين في شركة فورستر للأبحاث بأنها أكبر منصة فيديو على مستوى العالم، كان يوتيوب في يناير 2012 ثاني أكثر محرك بحث شعبية في العالم. إلا أن عمليات البحث عن كلمات مفتاحية في يوتيوب مقتصرة على البيانات الوصفية (عناوين الفيديو والتسميات) بدلًا من محتوى الفيديو نفسه.

### تحفيز الابتكار من خلال المجتمعات الموزعة
في العام الذي تلي إطلاق يوتيوب في 2005، اكتسب بعض صانعي الفيديو الأوائل جماهير مشاهدة كبيرة، في حين أنشأ آخرون مجتمعات صغيرة ومترابطة بين المشاهدين المشتركين. في عام 2010، وصف كريس أندرسون، منسق مؤتمر تيد ظاهرة تتمثل في مشاركة أفراد موزعين جغرافيًا في مجال معين مهاراتهم المطورة بصورة مستقلة في مقاطع فيديو على يوتيوب، ما يتحدى الآخرين لتحسين مهاراتهم الخاصة ويحفز الإبداع والتطوير في ذلك المجال. وصف جون إم. تشو، منتج مسلسل «فرقة الراقصين الاستثنائيين»، وجود «مختبر عالمي بأسره على الإنترنت»، حيث «يتعلم الأطفال في اليابان رقصة من فيديو على يوتيوب أنشئ في ديترويت، ويبنون عليها في غضون أيام ويصدرون فيديو جديد، في حين يأخذ مراهقون في كاليفورنيا الفيديو الياباني وإعادة تركيبه بلمسة من فيلادلفيا لإنشاء نمط رقص جديد تمامًا في حد ذاته». تشمل هذه المجالات الرقص والموسيقى، إذ قال تشو إن الإنترنت يؤدي إلى تطور الرقص، ووصفت الصحفية فيرجينيا هيفرنان بعض مقاطع الفيديو الموسيقية بأنها «بوابة إلى ثقافة صغرية عالمية».
نشر عازف جيتار مجهول يبحث عن اقتراحات حول أدائه مقطوعة «باتشيلبيل روك» على يوتيوب في عام 2005، وهي تعديل خاص لمقطوعة «باتشيلبيل كانون»، محققًا ملايين المشاهدات ومشجعًا مئات المقلدين في «عملية تأثير وتقليد وإلهام». أكدت الصحفية فيرجينيا هيفرنان في صحيفة نيويورك تايمز أن مثل هذه المقاطع تمتلك «تأثيرات مفاجئة» ليس فقط على يوتيوب، ولكن أيضًا على انتشار الثقافة وحتى مستقبل الموسيقى الكلاسيكية.
يوفر يوتيوب منصة للمبتكرين لاختبار أفكارهم أمام الجمهور، ومنصة (خالية من الربح في طبيعتها) لنشر الابتكارات على نحو موسع وأسرع من كتابة الأوراق البحثية أو الحديث في المؤتمرات. تقام «اجتماعات» تعاونية، وهي ما تعادل نادي كمبيوتر هومبرو، افتراضيًا على الإنترنت، عبر الفيديو.
بعد ثلاث سنوات من شراء شركة غوغل ليوتيوب، وسيطرة شركات الإنتاج الكبيرة، ذكر صحفي في مجلة نيويورك تايمز أن الموقع ما زال «يحتضن بنىً مبتكرة للتعبير الإبداعي وينمي جماهير جديدة» إذ يستمر الهواة في إنشاء «تصنيفات فرعية» تخدم جماهير محددة، ما يؤدي إلى خلق ما وصفه «بالمشهد الفني».

### التعاون والحشد الخيري
في مشاريع مثل «أوركسترا يوتيوب السيمفونية»، ولجنة الراقصين الاستثنائيين، اختير فنانون متوزعون جغرافيًا استنادًا إلى تجارب أدائهم الفنية عبر الإنترنت، وجمعوا على نفس المسرح لتأدية عروضهم في قاعة كارنيجي (2009)، وفي حفلات جوائز الأوسكار (2010).
تضمنت خطوة أخرى جمع العروض الفنية الموزعة جغرافيًا في عمل واحد، دون اجتماع الفنانين مع بعضهم البعض فعليًا. استخدم الأفراد الذين يحملون نفس الرؤية الاتصال عبر الإنترنت للتغلب على التباعد الجغرافي وإنشاء مقاطع فيديو تعاونية على يوتيوب لتشجيع التبرعات، مثل فيديو التعاون الخيري «لليزا لافي» بعنوان «نحن العالم 25 لهايتي (نسخة يوتيوب)» والذي شارك فيه 57 مساهمًا لصالح ضحايا زلزال هايتي عام 2010. أشارت صحيفة ذا طوكيو تايمز أن فيديو رايس على يوتيوب بعنوان «نصلي لأجلك»، والذي نشر لصالح زلزال وموجة تسونامي توهوكو عام 2011، إلى كونه مثالًا على توجه لاستخدام التعاون الجماعي لأغراض خيرية.
كان فيلم «الحياة في يوم» سنة 2011، وهو وثائقي طويل أنتج بالشراكة مع يوتيوب يتألف من مشاهد مختارة من 4500 ساعة من مقاطع الفيديو للهواة شارك فيها 80 ألف شخص، وكان أول فيلم أنتج بالتعاون مع الجماهير وعرض في دور السينما. أوضح المخرج كيفن ماكدونالد أن الفيلم «لم يكن ممكنًا قبل الإنترنت، وبالتحديد قبل يوتيوب».
انتشر المشروع بعنوان «سيتحسن الأمر» لمكافحة التنمر من خلال فيديو واحد على يوتيوب للمراهقين من المثليين والمثليات ومزدوجي الميول الجنسية الذين يشعرون باليأس أو يفكرون في الانتحار. في غضون أسابيع، تحملت مئات من الفيديوهات للرد عليه من قبل أشخاص مشهورين بمستويات مختلفة. في غضون شهرين، انضم إليهم الرئيس الأمريكي باراك أوباما وموظفو البيت الأبيض وعدد من وزراء الحكومة. بالإضافة إلى شهادات الضحايا للتنمر وفيديوهات تشجيعية، اتخذت الحملات العامة لمكافحة التنمر شكل مقاطع موسيقية على يوتيوب؛ وقالت روزاليند وايزمان، مؤلفة في مجال تربية الأطفال، إن مبتكري أحد تلك الفيديوهات، الذي يحمل اسم «بيرفكت» بإمكانه تعليم الخبراء حول المجال.
أصبح فيديو الفتاة البالغة من العمر خمسة عشر عامًا، أماندا تود، بعنوان «قصتي: الصراع، والتنمر، والانتحار، والإيذاء الذاتي» والذي نشر على يوتيوب في الشهر الذي سبق انتحارها، ما أسمته صحيفة ذا ناشونال بوست «شعورًا وطنيًا» بعد وفاتها. تسببت التغطية الإعلامية الواسعة النطاق في نشوء جدل: إذ على الرغم من إشارة الخبراء النفسيين إلى قيمة مناقشة الأسئلة المتعلقة بالصحة العقلية، يرى البعض أن تغطية الأحداث التي تحمل عناوين تشد القارئ قد تحفز «موجات» إضافية من حالات الانتحار. إضافة إلى ردود الفعل العامة الكثيرة، اتخذت إجراءات تشريعية على الفور لدراسة انتشار حالات التنمر ووضع استراتيجية وطنية لمكافحتها.
استخدمت شخصيات من يوتيوب شهرتهم لأغراض خيرية، مثل دعم تايلر أوكلي وجمع العشرات من آلاف الدولارات لصالح مشروع تريفور، وهي منظمة تعمل في مجال الأزمات وتلافي حالات الانتحار لدى الشباب من مجتمع الميم.
ألهم فيديو «حافلة العم» الذي سجل في عام 2006، والذي يُظهر غضب رجل تجاه مسافر آخر في حافلة هونغ كونغ طلب منه الحديث بهدوء أثناء استخدام هاتفه المحمول، كمية كبيرة من التحليلات الاجتماعية والثقافية. وصف الخبراء المحليون الفيديو بأنه «يجس النبض العاطفي الجماعي» لمدينة مزدحمة ومجهدة حيث لا يعبر الناس عادةً عن مشاعرهم بسهولة.

### التأثيرات على القيم والمبادئ
ضمن يوتيوب في قائمة «أفضل 100» من إعداد مجلة إنترتينمنت ويكلي في عام 2009، مع الإشادة الساخرة بمقطع «وطن آمن لقطط تعزف البيانو وأخطاء المشاهير ومزامنة الشفاه منذ عام 2005». في عام 2010، وباستشهادٍ بفيديو يوتيوب الأكثر مشاهدة في ذلك الوقت «تشارلي عض إصبعي» كمثال على عدم اختيار المشاهدين لما قد يُعتبر تقليديًا «بكونه محتوى ذي جودة»، أكد الصحفي في مجلة «أدفيرتايزمنت إيج» مايكل ليرمونث، أن الإنترنت قد «قتل» وأعاد تعريف مفهوم الجودة فيما يخص المعلومات والترفيه. جادل ليرمونث في أن الصحافة عبر الإنترنت، بناءً على «توقعات اقتصادية بسيطة»، غير دقيقة بطبيعتها ونسخة غير احترافية من الصحافة التقليدية. في هذا السياق، نُقل عن الرئيس التنفيذي لشركة «غروب إم» أنه هناك نزعة تجاه الشهرة أكبر منها إلى السلطة. بخصوص هذه الظاهرة، قال الرئيس التنفيذي لموقع أسوشييتد كونتنت (أصوات ياهو! الآن) أن العامة يشعرون براحة أكبر عند أخذهم المعلومات من مصادر غير مألوفة، وأن الجودة قد ترتبط بالتوقيت الصحيح عوضًا عن رأي الخبراء. في المقابل، عام 2012، عن رئيس استراتيجية يوتيوب، بن ريلس، أن معظم مقاطع الفيديو الرائجة كانت إنتاجات مكتوبة مسبقًا ولم تنتشر برواج على نحو مفاجئ، وأن «مبدأ اليوتيوب يميل إلى تفضيل المصداقية على قيمة الإنتاج».
في عام 2008، لاحظ عالم الأنثروبولوجيا الثقافية مايكل ويش إمكانية شعور كل من صناع المحتوى على يوتيوب ومشاهديهم باتصال عميق، إذ يمكنهم تجنب التأثير المقيد للقيم الاجتماعية التقليدية (مثل عدم التحديق في الناس) بفضل المسافة وسرية الهوية فيما بينهم. يُقال أن هذا الشعور بالاتصال يحصل في عصر «الانعكاس الثقافي» حيث نتجه للتعبير عن الفردانية والاستقلالية الشخصية، مع تقدير المجتمع والعلاقات.
في عام 2011، أكدت ويلو سكوبي أهمية علم الأنثروبولوجيا في يوتيوب ولاحظت وجود أدلة على «تجربة تحويلية» لبعض الأشخاص، وأن بعضهم قد يعتبرون أنفسهم «يوتيوبرز».